# Jaisa Nunn
Pour les articles homonymes, voir Nunn.
Jaisa Nunn, née le 19 juillet 1997 à Kirkland (État de Washington), est une joueuse de basket-ball américaine évoluant au poste d’intérieure.

## Biographie
Après le lycée de Juanita, elle est formée en NCAA aux Lobos du Nouveau-Mexique.
En mai 2021, elle s'engage en Ligue 2 avec Montbrison au sortir d'une saison en Italie réussie avec (13,9 points par rencontre. Après une saison très réussie en Ligue 2 à Montbrison (21,3 points à 51,8 % de réussite aux tirs, 9,6 rebonds et 1,8 passe décisive), elle s'engage au niveau supérieur pour 2022-2023 avec Landerneau.

## Clubs
- 2019-2020 :  Anares Rioja Iraurgi
- 2020-2021 :  Costa Masnaga
- 2021-2022 :  Basket Club Montbrison Féminines
- 2022- :  Landerneau Bretagne Basket